# Sd.Kfz. 6
SdKfz 6 byl německý dělostřelecký tahač, vyvinutý na počátku 30. let a užívaný ve druhé světové válce. Jeho produkce byla zahájena v roce 1935 a pokračovala až do roku 1943. Stroje měly lavičky pro převoz osádek, pro jejichž ochranu před nepříznivým počasím byla k dispozici plátěná navíjecí střecha. Hmotnost stroje se lišila u různých variant.

## Varianty
- SdKfz 6/1 – dělostřelecký tahač, v jehož zádi byl prostor pro přepravu munice.
- SdKfz 6/2 – varianta s 3,7 cm protiletadlovým flakem
- SdKfz 6/3 – varianta s nainstalovanými kanóny 7,62 cm Pak 36 (r), které byly ukořistěny v SSSR
- Pojízdné dílny PF 10, PF 11 a PF 12